# 异味蔷薇
异味蔷薇（学名：Rosa foetida）为蔷薇科蔷薇属下的一个种。

## 扩展阅读
- 維基物種上的相關：异味蔷薇